# Slootdorp
Slootdorp est un village situé dans la commune néerlandaise de Wieringermeer, dans la province de la Hollande-Septentrionale. En 2007, le village comptait 1 225 habitants.
Le nom initial du village était Sluis I (Écluse I).